# Euthoracaphis oligostricha
Euthoracaphis oligostricha är en insektsart som beskrevs av Chen, J., Y. Fang och Ge-Xia Qiao 2009. Euthoracaphis oligostricha ingår i släktet Euthoracaphis och familjen långrörsbladlöss. Inga underarter finns listade i Catalogue of Life.